# Sverre Brodahl
Sverre Brodahl (ur. 26 stycznia 1909 w Modum, zm. 2 listopada 1998 w Hønefoss) – norweski biegacz narciarski i specjalista kombinacji norweskiej, dwukrotny medalista olimpijski oraz srebrny medalista mistrzostw świata.

## Kariera
Igrzyska olimpijskie w Garmisch-Partenkirchen były pierwszymi i zarazem ostatnimi w jego karierze. Wywalczył tam brązowy medal w zawodach kombinacji norweskiej, plasując się za dwoma swoimi rodakami: zwycięzcą Oddbjørnem Hagenem i drugim na mecie Olafem Hoffsbakkenem. Ponadto wspólnie z Olafem Hoffsbakkenem, Oddbjørnem Hagenem i Bjarne Iversenem wywalczył srebrny medal w sztafecie biegowej 4 × 10 km. Były to jego jedyne starty na tych igrzyskach.
W 1935 roku wystartował na mistrzostwach świata w Wysokich Tatrach, gdzie Norwegowie w tym samym składzie co na igrzyskach w Garmisch-Partenkirchen wywalczyli srebrny medal w sztafecie. W 1937 roku wygrał kombinację norweską podczas Holmenkollen Ski Festival. W 1933 roku zdobył brązowy medal na mistrzostwach Norwegii w kombinacji norweskiej.
Jego brat Trygve Brodahl również był biegaczem narciarskim.

## Osiągnięcia w kombinacji norweskiej

### Igrzyska olimpijskie
| Miejsce | Dzień     | Rok  | Miejscowość            | Konkurencja   | Wynik      | Strata    | Zwycięzca      |
| ------- | --------- | ---- | ---------------------- | ------------- | ---------- | --------- | -------------- |
| 3.      | 13 lutego | 1936 | Garmisch-Partenkirchen | Indywidualnie | 430.30 pkt | -22.2 pkt | Oddbjørn Hagen |

## Osiągnięcia w biegach narciarskich

### Igrzyska olimpijskie
| Miejsce | Dzień     | Rok  | Miejscowość            | Konkurencja        | Wynik   | Strata | Zwycięzca |
| ------- | --------- | ---- | ---------------------- | ------------------ | ------- | ------ | --------- |
| 2.      | 10 lutego | 1936 | Garmisch-Partenkirchen | Sztafeta 4 × 10 km | 2:41:33 | +0:06  | Finlandia |

### Mistrzostwa świata
| Miejsce | Dzień     | Rok  | Miejscowość   | Konkurencja             | Czas biegu | Strata | Zwycięzca        |
| ------- | --------- | ---- | ------------- | ----------------------- | ---------- | ------ | ---------------- |
| 26.     | 28 lutego | 1930 | Oslo          | 17 km stylem klasycznym | 1:19:58    | ?      | Arne Rustadstuen |
| 35.     | 1 marca   | 1930 | Oslo          | 50 km stylem klasycznym | 3:53:14    | ?      | Sven Utterström  |
| 2.      | 18 lutego | 1935 | Wysokie Tatry | Sztafeta 4 × 10 km      | 2:42:30    | +0:47  | Finlandia        |